# Saison 17 d'Esprits criminels
Chronologie
Saison 16 Saison 18
La dix-septième saison d’Esprits criminels (Criminal Minds: Evolution), série télévisée américaine, est constituée de dix épisodes et est diffusée du 6 juin au 1er août 2024 sur Paramount+ aux États-Unis et à partir du 7 juin 2024 sur Disney+ au Canada.

## Synopsis
Le département des sciences du comportement (BAU, Behavioral Analysis Unit en VO), situé à Quantico en Virginie, est une division du FBI.
L'équipe du BAU du FBI enquête toujours sur Étoile d'or mais se retrouve confronté à une complication inattendue lorsque Voit négocie un accord qui le transfère en détention fédérale.

## Distribution

### Acteurs principaux
- Joe Mantegna (VF : Hervé Jolly) : David Rossi
- Paget Brewster (VF : Marie Zidi) : Emily Prentiss
- Andrea Joy Cook (VF : Véronique Picciotto) : Jennifer « J. J. » Jareau
- Kirsten Vangsness (VF : Laëtitia Lefebvre) : Penelope Garcia
- Adam Rodríguez (VF : Cyrille Artaux) : Luke Alvez
- Aisha Tyler (VF : Anne O'Dolan) : Dre Tara Lewis
- Zach Gilford (VF : Pascal Nowak) : Elias Voit
- Ryan-James Hatanaka (d)  (VF : Jim Redler) : Tyler Green

### Acteurs récurrents
- Nicole Pacent : Rebecca Wilson
- Brian J. White : Vincent Orlov
- Paul F. Tompkins : Brian Garrity
- Kiele Sanchez : Sydney Voit
- Liana Liberato : Jade Waters
- David Garelik : Damien Booth
- Felicity Huffman (VF : Danièle Douet) : Dre Jill Gideon

### Invités
- Clark Gregg : Ray Madison, directeur du FBI
- Tuc Watkins : Frank Church
- Nicholas D'Agosto : Doug Bailey, député directeur
- Alex Saxon : Pete Bailey

## Production

### Développement
La dix-septième saison de Esprits criminels a été annoncée le 12 janvier 2023. Les deux premiers épisodes de la nouvelle saison sont sortis le 6 juin, suivis de sorties hebdomadaires.

### Attribution des rôles
L'ensemble du casting principal de la saison précédente est de retour, avec l'ajout de Ryan-James Hatanaka dans le rôle de Tyler Green et Zach Gilford dans le rôle d'Elias Voit qui ont été promus au rang de personnages réguliers de la série.
Le 17 janvier 2024, Josh Stewart a révélé qu'après 16 ans, il ne reprendrait pas son rôle de Will LaMontange Jr. cette saison, déclarant que ses « jours de jeu de Will LaMontagne Jr. sont terminés ».
Le 29 septembre 2023, Matthew Gray Gubler, l'acteur de Spencer Reid, a exprimé sa volonté de revenir.
En avril, il a été annoncé que Felicity Huffman jouerait le rôle du Dr Jill Gideon, l'ex-femme de Jason Gideon. Le 10 mai 2024, il a été annoncé que Clark Gregg, Brian J. White et Tuc Watkins joueraient de manière récurrente tout au long de la saison les rôles respectifs du directeur du FBI Ray Madison, Vincent Orlov et Frank Church. Paul F. Tompkins reprendra son rôle de la saison 15 en tant que Brian Garrity.

## Liste des épisodes
1. L'Effet de surprise
2. Contagion
3. La Peur en face
4. Au royaume des aveugles…
5. L'Envers du complot
6. Petit Arrangement entre ennemis
7. Pure folie
8. Là où tout a commencé
9. L’ennemi public n°1
10. La dernière pièce du puzzle

### Épisode 1:L'Effet de surprise
- États-Unis : 6 juin 2024 sur Paramount+
- Canada : 7 juin 2024 sur Disney+
- Belgique : 12 novembre 2024 sur RTL TVI
- Suisse : 12 novembre 2024 sur RTS 1
- France : 13 novembre 2024 sur TF1

- France : 2,494 millions de téléspectateurs[9] (première diffusion)

- Zeke Alton : Don Bertoli
- Christian Barber : Détective Klein
- Clayton Cannon : Détective Isaac Sanchez
- Heart Hayes : Gwen Bertoli
- Peter A. Hulne : Détective Walden
- Paul Meyd : Gerald Fulton
- Marco Vazzano : agent du FBI

- D'introduction : « Je le sais maintenant, c'est une erreur d'affirmer que l'on peut enterrer le passé : il s'accroche tant et si bien qu'il remonte toujours à la surface. » de Khaled Hosseini.

### Épisode 2:Contagion
- États-Unis : 6 juin 2024 sur Paramount+
- Canada : 7 juin 2024 sur Disney+
- Belgique : 12 novembre 2024 sur RTL TVI
- Suisse : 12 novembre 2024 sur RTS 1
- France : 13 novembre 2024 sur TF1

- France : 1,86 million de téléspectateurs[9]

- Amy Pietz : Nancy Daley
- Martin Martinez : Philip Leo
- Andy Gala : Détective Ravi Shah
- Emmett Hunter (de) : Max Cody
- Bernadette Balagtas : Caroline Leo
- Brinly Marum : Ruby Daley
- Jose Rosete (de) : Timothy Leo
- Matthew Erick White : Aiden Keller
- Frank Scozzari : résident de Washington D.C.

- D'introduction : « Un monstre puissant tapi dans les ténèbres gémit de douleur, impatient. » de Beowulf.

### Épisode 3:La Peur en face
- États-Unis : 13 juin 2024 sur Paramount+
- Canada : 14 juin 2024 sur Disney+
- Belgique : 19 novembre 2024 sur RTL TVI
- Suisse : 19 novembre 2024 sur RTS 1
- France : 20 novembre 2024 sur TF1

- France : 2,213 millions de téléspectateurs[10] (première diffusion)

- Allison Nordahl : Holly Voit
- Anthony Mark Barrow : Sebastian Gasper
- Verity Branco : la capitaine Pamela Soto
- Heather Adair : Charlotte Noyer
- Jonney Ahmanson : Keith Noyer
- Joe Alvarez : l'officier Hines
- Bobbie Benjamin : Janice James
- Mia Coleman : Harlow Voit
- Andrew Miller : l'officier Doble
- Tanner Pierce : Kai Veneer
- Ella Rodriguez : Alexa Flynn

- D'introduction : « La principale différence entre un chat et un mensonge, c'est que le chat n'a que neuf vies. » de Mark Twain.

### Épisode 4:Au royaume des aveugles…
- États-Unis : 20 juin 2024 sur Paramount+
- Canada : 21 juin 2024 sur Disney+
- Belgique : 19 novembre 2024 sur RTL TVI
- Suisse : 19 novembre 2024 sur RTS 1
- France : 20 novembre 2024 sur TF1

- France : 1,69 million de téléspectateurs[10]

- Allison Nordahl : Holly Voit
- Joe Alvarez : l'officier Hines
- Mia Coleman : Harlow Voit
- Andrew Miller : l'officier Doble
- Robert Lewis Stephenson : Rick Waters
- Chris Ufland (d)  : Adam Ulrick

- D'introduction : « Au royaume des aveugles, le borgne est roi » de Érasme.

### Épisode 5:L'Envers du complot
- États-Unis : 27 juin 2024 sur Paramount+
- Canada : 28 juin 2024 sur Disney+
- Belgique : 26 novembre 2024 sur RTL TVI
- Suisse : 26 novembre 2024 sur RTS 1
- France : 27 novembre 2024 sur TF1

- France : 2,063 millions de téléspectateurs[11] (première diffusion)

- Dominic Burgess : Eddie Dayton
- Jordan Drake : le sniper
- Franklin McCay : le promeneur du parc

### Épisode 6:Petit Arrangement entre ennemis
- États-Unis : 4 juillet 2024 sur Paramount+
- Canada : 5 juillet 2024 sur Disney+
- Belgique : 26 novembre 2024 sur RTL TVI
- Suisse : 26 novembre 2024 sur RTS 1
- France : 27 novembre 2024 sur TF1

- France : 1,65 million de téléspectateurs[11]

- Anthony Mark Barrow : Sebastian Gasper
- Michelle Ortiz (d)  : Teresa Campos
- Ron Blair : l'officier Galen

- D'introduction : « Nos vertus et nos défauts sont inséparables, comme la force et la matière. Lorsqu'ils sont séparés, l'être humain n'est plus. » de Nikola Tesla.

### Épisode 7:Pure folie
- États-Unis : 11 juillet 2024 sur Paramount+
- Canada : 12 juillet 2024 sur Disney+
- Suisse : 3 décembre 2024 sur RTS 1
- France : 4 décembre 2024 sur TF1

- France : 2,318 millions de téléspectateurs[12]

- Aaron Yoo : Roger Song
- Amy Gumenick : Emma Song
- Kamen Edwards : Brad Crawford
- Daniel Joo : Craig Park
- Mark Labella : Jeremy Moy
- Ren Montero : Dr Maria Moreno
- Kevin M. Walsh : le policier de Bethesda

- D'introduction : « Par orgueil, nous nous voilons la face. Mais au plus profond de nous, au-delà de notre conscience moyenne, une petite voix douce nous dit que quelque chose ne tourne pas rond. » de Carl Gustav Jung.

### Épisode 8:Là où tout a commencé
- États-Unis /  Canada : 18 juillet 2024 sur Paramount+
- Canada : 19 juillet 2024 sur Disney+
- Suisse : 3 décembre 2024 sur RTS 1
- France : 4 décembre 2024 sur TF1

- France : 1,84 million de téléspectateurs[12]

- Ron Bottitta (ar) : Hank Dosela

- D'introduction : « L'amour pur est celui qui se soumet à l'arbitrage du temps. » de Lawrence Durrell.

### Épisode 9:L’Ennemi public n°1
- États-Unis : 25 juillet 2024 sur Paramount+
- Canada : 26 juillet 2024 sur Disney+
- Suisse : 10 décembre 2024 sur RTS 1
- France : 11 décembre 2024 sur TF1

- France : 2,295 millions de téléspectateurs[13]

- Nikko Austen Smith : Dana Howe
- Josie Nivar : Mila Sandoval
- David Gridley : l'agent de police d'État Martin Sanz
- Rafael Cabrera : Benton Recker
- Alessandro Garcia : le garde Odin
- Adriana Fricke : l'agent du SWAT
- Torrey Vogel : le garde

- D'introduction : « La trahison est la seule vérité immuable. » d'Arthur Miller.

### Épisode 10:La Dernière pièce du puzzle
- États-Unis : 1er août 2024 sur Paramount+
- Canada : 2 août 2024 sur Disney+
- Suisse : 10 décembre 2024 sur RTS 1
- France : 18 décembre 2024 sur TF1

- France : 2,381 millions de téléspectateurs[14]

- Josie Nivar : Mila Sandoval
- Jeff Prater (de) : Phil Bailey
- Lanelle Scott : Shirley Bailey
- Roman Mitichyan (en) : le prisonnier #1